# جيف كونجدون
جيف كونجدون (بالإنجليزية: Jeff Congdon)‏ مواليد 17 أكتوبر 1943 في غاردين غروفي، هو لاعب كرة سلة أمريكي سابق. بدأ مسيرته الاحترافية في سنة 1967. تم اختياره من قبل فريق ديترويت بيستونز خلال الدرافت. يبلغ طوله 6 قدم 1 بوصة (1.9 م). اعتزل اللعب في 1972. لعب مع دنفر ناغتس وبروكلين نتس.

## روابط خارجية
- جيف كونجدون على موقع سبورتس رفرنس (الإنجليزية)
- جيف كونجدون على موقع كلية كرة السلة في سبورتس رفرنس.كوم (الإنجليزية)
- جيف كونجدون على موقع ريلجم (الإنجليزية)